# جورج آرمسترانگ (بازیکن فوتبال)
جورج آرمسترانگ (انگلیسی: George Armstrong; ۹ اوت ۱۹۴۴ – ۱ نوامبر ۲۰۰۰) یک بازیکن فوتبال اهل بریتانیا بود. جورج در پست خط میانی بازی می‌کرد و بعدها به عنوان مربی در آرسنال مدتی قرار گرفت.

## زندگی حرفه‌ای
جورج در هبورن، کانتی دورام به دنیا آمد. او در فصل ۱۹۶۱–۱۹۶۲ با باشگاه فوتبال آرسنال قرارداد امضا کرد.